# Zadnia Salatyńska Przełęcz
Zadnia Salatyńska Przełęcz, zwana też Przełęczą pod Dzwonem (słow. Sedlo u Zvonu, sedlo Skriniarok) – położona na wysokości 1907 m lub 1885 m n.p.m. przełęcz w Tatrach Zachodnich pomiędzy znajdującymi się w grani głównej Tatr Spaloną Kopą (2083 m) a Małym Salatynem (2046 m). Właściwie przełęcz znajduje się w długiej, postrzępionej i ostrej grani zwanej Skrzyniarki, pomiędzy Spaloną Kopą a niewybitnym i na niektórych mapach niewyróżnianym szczytem Salatyńskiej Kopy (1925 m). Grań tworzy tu kilka zębów i niewielkich przełęczy, z których najwybitniejsza jest właśnie Przełęcz pod Dzwonem (nazwa ta pochodzi od znajdującej się w grani niewielkiej turni Dzwon). Północne zbocza spod przełęczy opadają stromo do polodowcowego, zawalonego kamiennymi głazami kotła Doliny Zadniej Salatyńskiej (boczna odnoga Doliny Rohackiej), zaś zbocza południowe również stromo do jeszcze bardziej martwego, niemal pozbawionego roślin cyrku Głębokiego Worka i Doliny Głębokiej.

## Szlaki turystyczne
– czerwony, biegnący granią główną.
- Czas przejścia od Banikowskiej Przełęczy na Zadnią Salatyńską Przełęcz: 1:30 h, z powrotem tyle samo
- Czas przejścia z przełęczy na Brestową: 1:10 h, ↓ 1 h.